# ماكسيم ليفي
ماكسيم ليفي (بالعبرية: מקסים לוי‏) Maxim Levy (1950 – 2002) سياسي إسرائيلي ذو أصل يهودي مغربي، كان نائبا في الكنيست عن حزب جيشير وجبهة إسرائيل واحدة بين عامي 1996 و 2002. كما شغل منصب عمدة مدينة اللد بين 1983 و 1996. بعد موته قام نادي هابويل اللد بتغيير اسمه ليصبح هابويل ماكسيم ليفي، تكريما له.